# 慶應イノベーション・イニシアティブ
株式会社慶應イノベーション・イニシアティブ（略称：KII、英：Keio Innovation Initiative, Inc.）は、学校法人慶應義塾が設立したベンチャーキャピタルである。慶應義塾大学の研究成果を活用したベンチャー企業の投資育成を通じて、大学の研究成果の社会実装を推進し、新産業の創出によって社会の発展に貢献することをミッションとしている。

## 概要
2015年12月に慶應義塾が子会社の慶應学術事業会と野村ホールディングスとの合弁事業として設立した。慶應義塾大学の産官学連携を管轄する研究連携推進本部と提携し、研究成果を活用したベンチャー企業の投資育成に取り組んでいる。初代社長は慶應義塾大学の卒業生でグリー株式会社の創業者の一人で取締役副社長であった山岸広太郎。
様々な金融機関や事業会社に加え、千葉功太郎や田中良和といったベンチャー起業家も出資している。

## 沿革
- 2015年11月 - 慶應義塾が野村ホールディングスとベンチャーキャピタルを設立することを発表[4]。
- 2015年12月 - 慶應イノベーション・イニシアティブを慶應学術事業会の所在地に本社登記。三田キャンパスの南別館4Fの研究連携推進本部に間借りする形でファンド設立の準備を開始。
- 2016年4月 - 株式会社経営共創基盤（IGPI）と業務提携。
- 2016年7月 - 1号ファンド（ファンドサイズ：45億円）となる慶應イノベーション・イニシアティブ1号投資事業有限責任組合を設立[5]。
- 2016年10月 - 初の投資案件として理工学部発のAIベンチャー、カラフル・ボード株式会社への投資を行う[6]。
- 2016年12月 - 医学部の研究成果を活用した再生医療ベンチャー、クリングルファーマ株式会社への投資を行う。
- 2016年12月 - 本社登記および事務所スペースを三田国際ビルに移転[7]。
- 2020年1月 - 2号ファンド（ファンドサイズ：103億円）となるKII2号投資事業有限責任組合を設立。
- 2023年10月 - 3号ファンド（ファンドサイズ：202億円）となるKII3号インパクト投資事業有限責任組合を設立。

## 公式サイト
- 慶應イノベーション・イニシアティブ / Keio Innovation Initiative / KII